# Italodance
Italodance är en musikstil som växte fram ur eurodance, genren blev populär över hela Europa I slutet av 1990-talet och början av 2000-talet. Den slog igenom 1998 när Eiffel 65 släppte singeln "Blue (Da Ba Dee)" och många andra Eurodancegrupper tog efter soundet.
Beteckningen "Italo Dance" hänrör från dess tidiga släkting italodisco från det tidiga 1980-talet. Italo Dance karakteriseras av melodi, synt-riffs, sång modifierad av vocoders och catchiga refränger. Den genomsnittliga bpm på 140 men kan vara mellan 60 och 165. Italo Dance är ofta positiv musik, texterna rör ofta kärlek, festande, dans mm. Ofta är det engelsk text men även vissa produktioner har italiensk text. Rösterna är ofta modifierade med vocoder.
Italo dance är nattklubbsorienterat och till största delen producerat I Italien. Gengren blev aldrig helt mainstream men fick en hel del radiospelningar over Europa. 
Sedan har populariteten sjunkit drastiskt. Vid 2003 blev de italienska danslåtarna mer lika eurotrance och sedan trancemusikens tillbakagång har många av artisterna och producenterna de senaste åren gått vidare till att göra house, elektro eller jumpstyle.

## Kända artister
- Gigi D'Agostino
- Lady Violet
- Neja
- Kim Lukas
- Sarina Paris
- Mabel
- Gabry Ponte
- Dj Lhasa
- Eiffel 65
- Prezioso
- Molella
- Provenzano DJ
- Dj Ross
- Brothers
- Luca Zeta
- Hotel Saint George